# Riu Sitnica
El riu Sitnica (ciríl·lic serbi: Ситница, en, Sitnicë/Sitnica) és un riu de 90 km de llarg a Kosovo. Desemboca al riu Ibar a Mitrovica, i és el riu més llarg que discorre completament per Kosovo.

## Curs
El riu Sitnica s'origina a l'estany de Sazlija, al nord de la ciutat de Ferizaj, i es diu inicialment riu Sazlija.
El Sitnica flueix generalment cap al nord, com a riu principal del Camp de Kosovo, als vessants occidentals de la muntanya de Žegovac (de la qual rep com a afluent per la dreta al riu Žegovska, al sud de Lipljan), passa al costat de les localitats de Muhadžer Talinovac, Muhadžer Babuš, Robovce (en la qual rep al riu Shtime com a afluent per l'esquerra), Topličane, Gracko, Mali Alaš i la ciutat de Lipljan. El riu continua cap al nord entre les localitats de Suvi Do, Skulanovo, Radevo i Batuse, on entra a la conca carbonífera de Kosovo (amb la mina principal de Dobri Do a la dreta del riu), a l'oest de la capital provincial de Pristina. Aquesta és una zona en la qual el Sitnica rep alguns dels seus més importants afluents: l'altament contaminat Gračanka i el Prištevka per la dreta, i el Drenica de la depressió del Drenica, per l'esquerra.
El riu passa a l'oest dels suburbis de Pristina de Kosovo Polje i Obilić i per la localitat de Plemetina, entre la muntanya de Čičavica a l'oest, i els vessants més septentrionals de la muntanya Kopaonik, a l'est. El Sitnica deixa la conca carbonífera com el riu més contaminat de la zona, especialment notori pels seus vessaments de fenols altament tòxics, que contaminen no sols el Sitnica, sinó també els rius Ibar i Morava Occidental aigües avall.
El Sitnica continua cap al nord-oest, al costat de les localitats de Prilužje, Mijalić, Reka (on rep el seu principal afluent, el Lab, per la dreta, a la regió de Dolent Kosovo), Pestovo (on rep un altre afluent per la dreta, el riu Slakovačka), les ciutats de Vučitrn, Senjak, Veliki Kičić i Dolent Kičiće, desembocant a l'Ibar com el seu afluent per la dreta a Mitrovica, amb un cabal mitjà de 9,5 m³/s.
A causa de la relativament petita inclinació de la seva conca de drenatge de 3.129 km² (altitud de 560 m en el seu naixement en Sazlija i de 499 m en la seva confluència amb l'Ibar), el Sitnica serpenteja molt. Molts meandres han estat tallats i dessecats, per la qual cosa una curiositat és el llarg pont de nou pilars de Vojnovića sobre el llit sec del riu, prop de Vučitrn.